# Antenne (rivier)
De Antenne is een rivier in de Franse departementen Charente en Charente-Maritime, regio Nouvelle-Aquitaine. Zij is een rechtse zijrivier van de Charente

## Loop

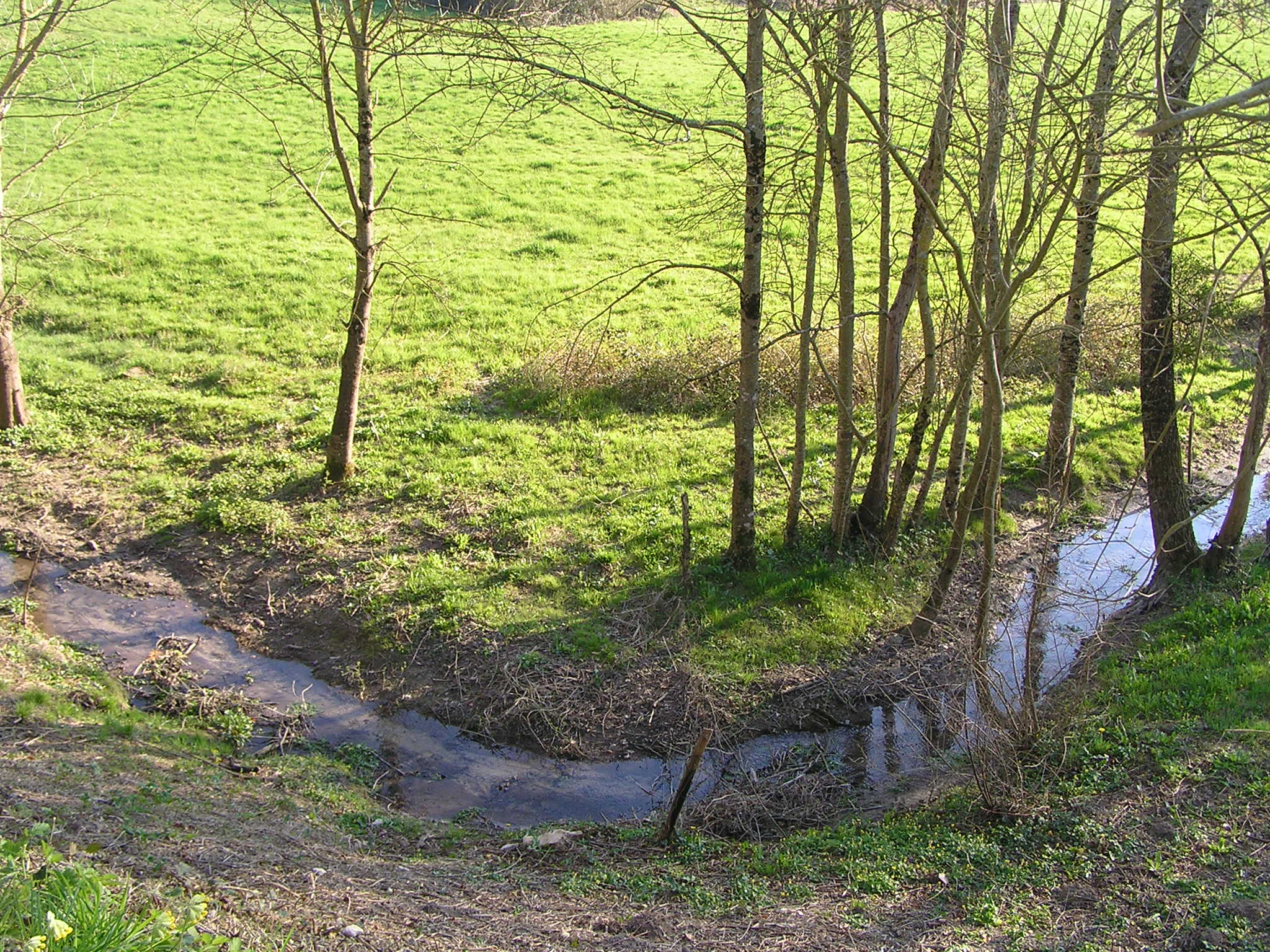
De Antenne kort na de bron

De Antenne is 49 km lang. Zij ontspringt op 144m hoogte aan de dorpsrand van Fontaine-Chalendray en stroomt door 29 gemeenten, waarvan Matha de belangrijkste is, tot haar monding in de Charente even stroomafwaarts van Cognac. 
Op het grondgebied van Mesnac, Saint-Sulpice-de-Cognac en Cherves-Richemont zijn er talrijke kunstwerken zoals bruggen en molens. 

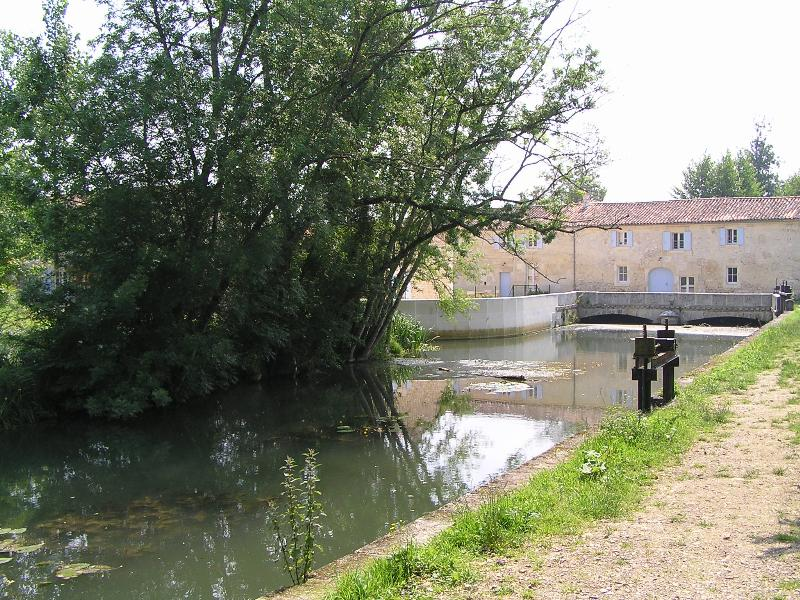
De Antenne bij de moulin de Préziers

Vanaf Saint-Sulpice heeft zij een vallei uitgegraven in het kalkplateau.

## Geschiedenis
De vallei van de Antenne was reeds bewoond in het paleolithicum.
Vanaf de 10e eeuw werden bij de nederzettingen boven de vallei forten opgericht, waarvan de meeste terug zijn verdwenen tijdens de Honderdjarige Oorlog.
Met een decreet uit 1852  werd opdracht gegeven tot de verbreding en rechttrekking, waarvoor een beheersinstantie werd opgericht. De SYMBA ( ‘’Syndicat mixte des bassins Antenne, Soloire, Romède, Coran et Bourru’’) is de rechtsopvolgster daarvan.

## Natuur
De volledige loop en die van de belangrijkste zijrivieren, alsook de vallei vanaf Prignac, vormen een Natura 2000-gebied van 1208 hectare.
Dit heeft onder andere te maken met de aanwezigheid van de otter, de Europese nerts, de alpenboktor en talrijke soorten amfibieën.